# Edward Baileygletsjer
De Edward Baileygletsjer is een gletsjer in de gemeente Sermersooq in het oosten van Groenland. De gletsjer ligt centraal op het schiereiland Renland. De gletsjer heeft vier grote takken die vanaf de ijskap van het schiereiland komen en heeft een lengte van tientallen kilometers.